# Speibecken

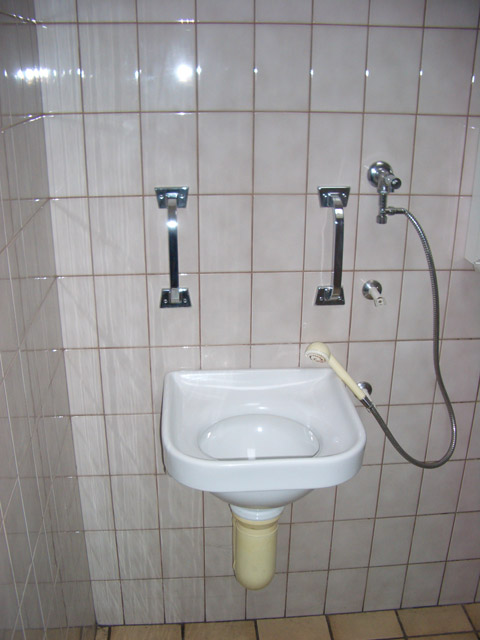
Un Speibecken.

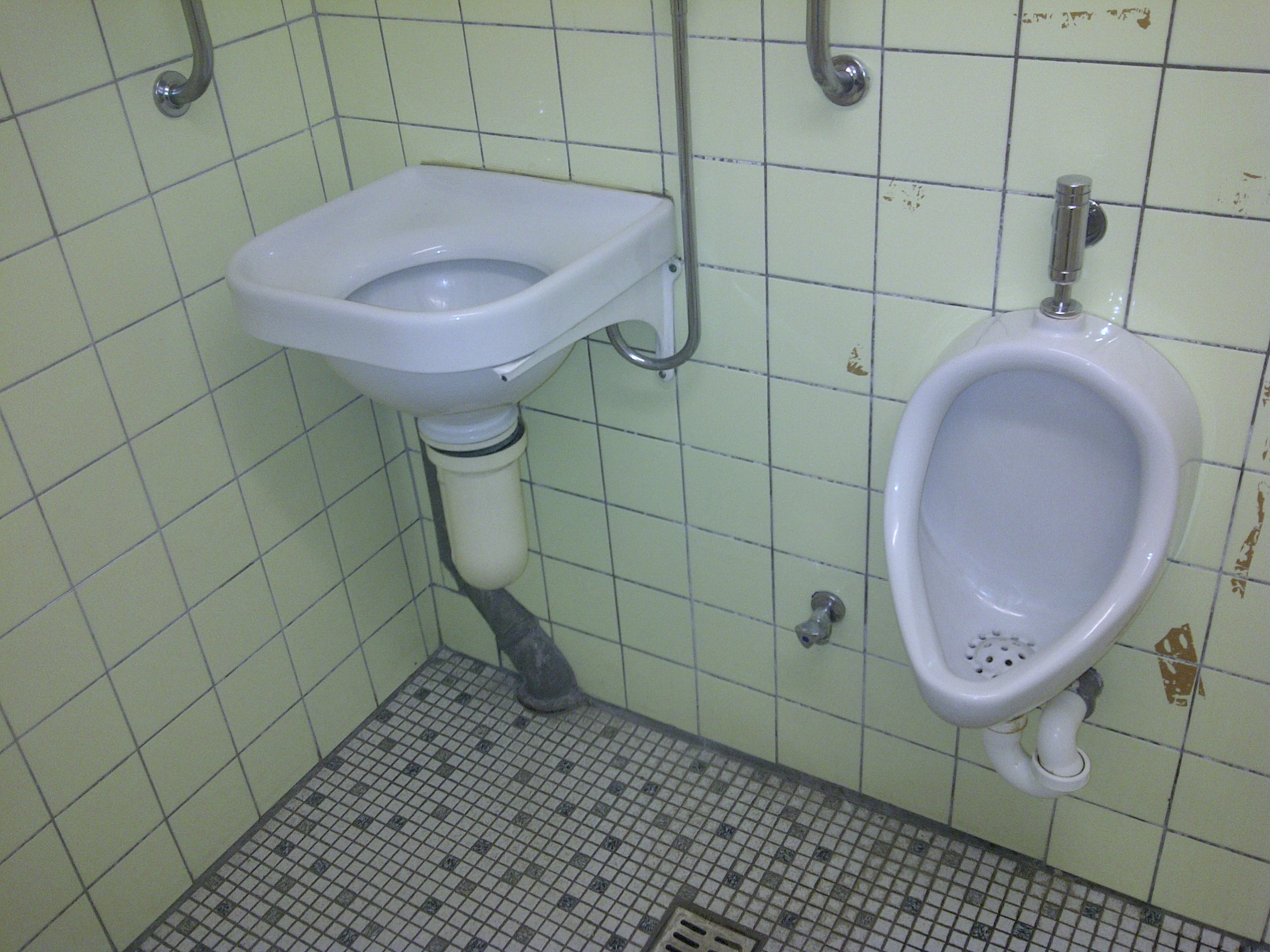
Un Speibecken junto a un urinario en el Instituto Experimental de Formación para la Elaboración de Cerveza en Berlín.

Un Speibecken o Kotzbecken es un lavabo para que la gente vomite. Estos lavabos están instalados en algunos bares, restaurantes y fraternidades de estudiantes en países de habla alemana, así como en bares en Vietnam.
El Speibecken es a menudo un gran cuenco de cerámica instalado a la altura de la cintura con asas para que el usuario lo sujete y un cabezal de ducha para descargar la unidad. Se encuentran con más frecuencia en las instalaciones de los hombres que en las de las mujeres.
En Alemania y Austria se han asociado con la tradición de beber en exceso de las fraternidades estudiantiles. También se han proporcionado en salas de consumo supervisado para usuarios de drogas.

## Nombres
Speibeck proviene del alemán speien («escupir» pero también «vomitar») y becken («cuenco», «palangana»). El término también tiene el significado de la escupidera tradicional, utilizada por los masticadores de tabaco o en las cirugías de los dentistas. En algunas partes de Austria y Alemania se les conoce como Kotzbecken (de kotzen, «vomitar»). En Vietnam se les llama bồn ói [nôn], que significa «lavabo de vómito».
Los Speibecken son apodados Papst («papa»); se dice que es porque la gente debe inclinar la cabeza para usarlos. Como resultado, en algunas regiones de habla alemana, el vómito se conoce como papsten («papear»). El cabezal de ducha fijado cerca para descargar el Speibecken también se conoce como «gran teléfono blanco».